# 南王子町 (北九州市)
南王子町（みなみおうじまち）は福岡県北九州市八幡西区の町。住居表示実施済み。郵便番号は806-0038。

## 地理
八幡西区の北部に位置し、北に青山，西王子町，北東に東王子町、東に幸神、南に小鷺田町、西に鉄王と接する。

## 地域の特徴
町域の中心が窪地で、東西が高台となっている。住宅地であり、東部は市立十三塚霊園となっている。

## 歴史

### 地名の由来
山寺町の王子神社にちなむといわれる。

### 沿革
- 1959年（昭和34年） - 南王子町新設[4]。
- 1963年（昭和38年）2月1日 - 八幡市、戸畑市、小倉市、若松市、門司市の5市が合併し、北九州市が発足。八幡市南王子町は北九州市八幡区南王子町となる。
- 1963年（昭和38年）4月1日 - 北九州市が政令指定都市に指定され、八幡区、戸畑区、小倉区、若松区、門司区の5区を設置。北九州市八幡区南王子町は北九州市八幡区南王子町となる。
- 1968年（昭和43年）6月1日 - 大字熊手の一部が南王子町に編入、南王子町の一部が幸神一丁目 - 四丁目になり、住居表示実施[5][4]。
- 1974年（昭和49年）4月1日 - 八幡区が八幡西区と八幡東区に分かれ、八幡区南王子町は八幡西区南王子町となる[6]。

### 町名の変遷
| 実施内容 | 実施年月日               | 実施後   | 実施前                         |
| -------- | ------------------------ | -------- | ------------------------------ |
| 町名新設 | 1959年（昭和34年）       | 南王子町 | 大字熊手の一部                 |
| 住居表示 | 1968年（昭和43年）6月1日 | 南王子町 | 南王子町の全部、大字熊手の一部 |

## 世帯数と人口
2025年（令和7年）3月31日現在（北九州市発表）の世帯数と人口は以下の通りである。
| 町       | 世帯数  | 人口  |
| -------- | ------- | ----- |
| 南王子町 | 443世帯 | 930人 |

### 人口の変遷
国勢調査による人口の推移。
| 1995年（平成7年）  | 732人   | [ 8 ]  |  |
| 2000年（平成12年） | 666人   | [ 9 ]  |  |
| 2005年（平成17年） | 818人   | [ 10 ] |  |
| 2010年（平成22年） | 1,202人 | [ 11 ] |  |
| 2015年（平成27年） | 1,123人 | [ 12 ] |  |
| 2020年（令和2年）  | 1,073人 | [ 13 ] |  |

### 世帯数の変遷
国勢調査による世帯数の推移。
| 1995年（平成7年）  | 298世帯 | [ 8 ]  |  |
| 2000年（平成12年） | 271世帯 | [ 9 ]  |  |
| 2005年（平成17年） | 302世帯 | [ 10 ] |  |
| 2010年（平成22年） | 471世帯 | [ 11 ] |  |
| 2015年（平成27年） | 457世帯 | [ 12 ] |  |
| 2020年（令和2年）  | 447世帯 | [ 13 ] |  |

## 学区
市立小・中学校に通う場合、学区は以下の通りとなる。
| 町       | 街区 | 小学校               | 中学校               |
| -------- | ---- | -------------------- | -------------------- |
| 南王子町 | 全域 | 北九州市立熊西小学校 | 北九州市立引野中学校 |

## 交通

### バス
域内のバス停と系統は以下のとおりである。
| 運行事業者 | 運行事業者 | 西鉄バス北九州 |
| 系統       | 系統       | 57             |
| 停留所     | 南王子     | ○              |

## 施設

### 公共施設
- 市立十三塚霊園

### 公営住宅
- 市住宅供給公社小鷺田団地

### 公園
- 南王子公園